# NAMエア
NAMエア  (NAM Air) は、インドネシア共和国首都ジャカルタ中部に位置するグヌン・サハリ地区に本社を置く航空会社である。
スリウィジャヤ航空の姉妹企業で、同社が就航していない航路を多く手掛けている。また、インドネシア民間航空局が評価する安全性分野においてカテゴリー1の航空会社として評価されている。
なお、「NAMエア」はチャンドラ・リーの父ロ・クイ・ナムにちなんで命名された。

## 歴史

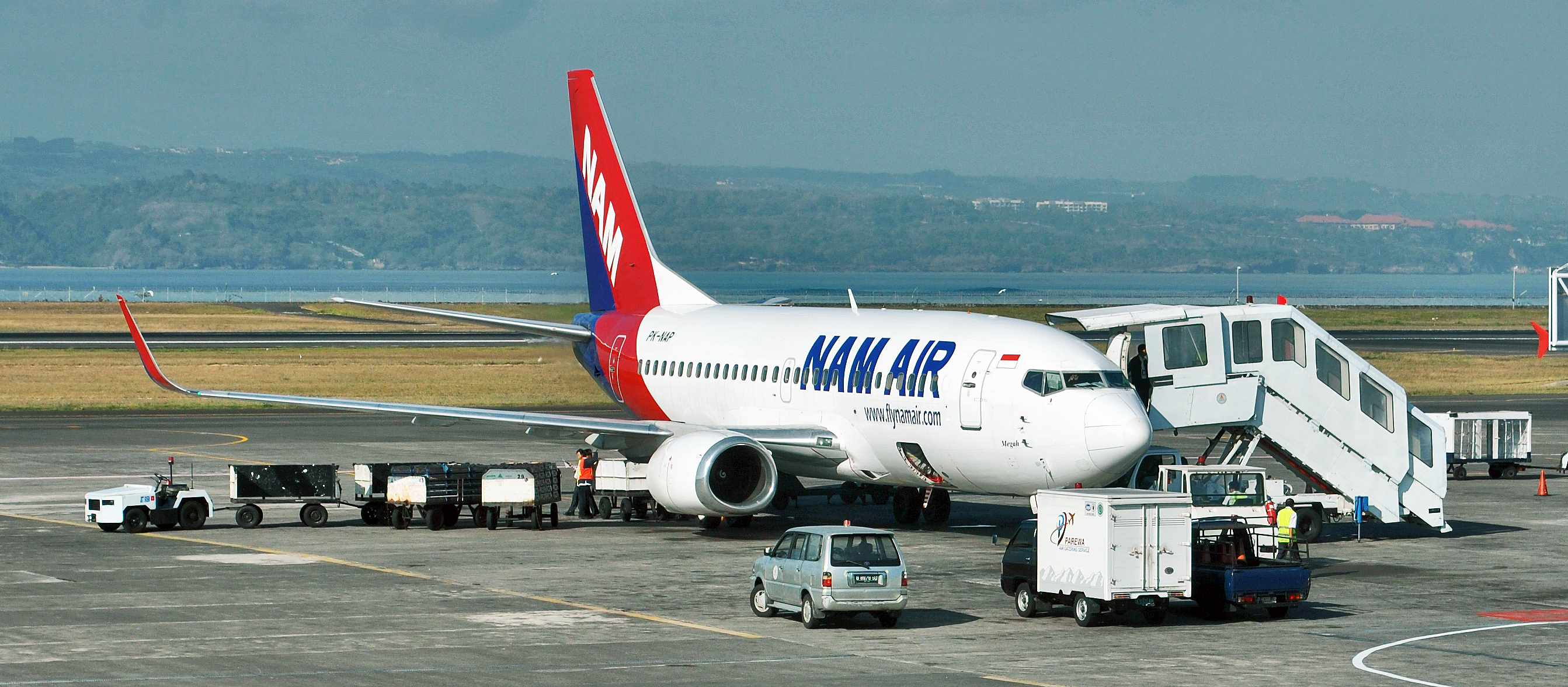
NAMエアのボーイング737-500、スリウィジャヤ航空の姉妹企業である。

NAMエアは、2013年9月26日にスリウィジャヤ航空の子会社として設立された。 11月29日には、航空運送事業の経営許可を取得し、12月11日にパンカルピナンからジャカルタの間において初就航した。

## 関連企業
NAMエアのほかに、「NAM」でという名称を使用するスリウィジャヤ航空グループの関連企業が存在する。

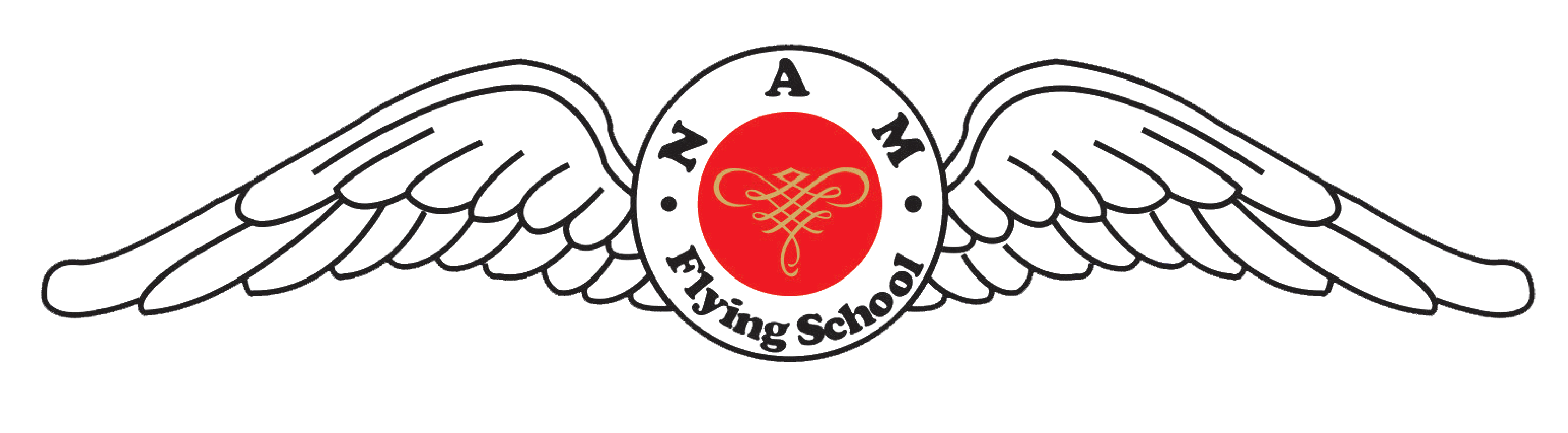
NAMフライングスクールロゴ。

- NAM Flying School - 航空学校、NAMフライングスクールとも呼ばれる。
- NAM Training Centre- スリウィジャヤ航空の本社に隣接する訓練施設、NAMトレーニングセンターとも呼ばれる。
- Sriwijaya Maintenance Facility - スリウィジャヤ航空とNAMエアの機体整備を行う。
- Negeri Aksara Mandiri - スリウィジャヤ航空グループの機内雑誌を作成している。

## 保有機材

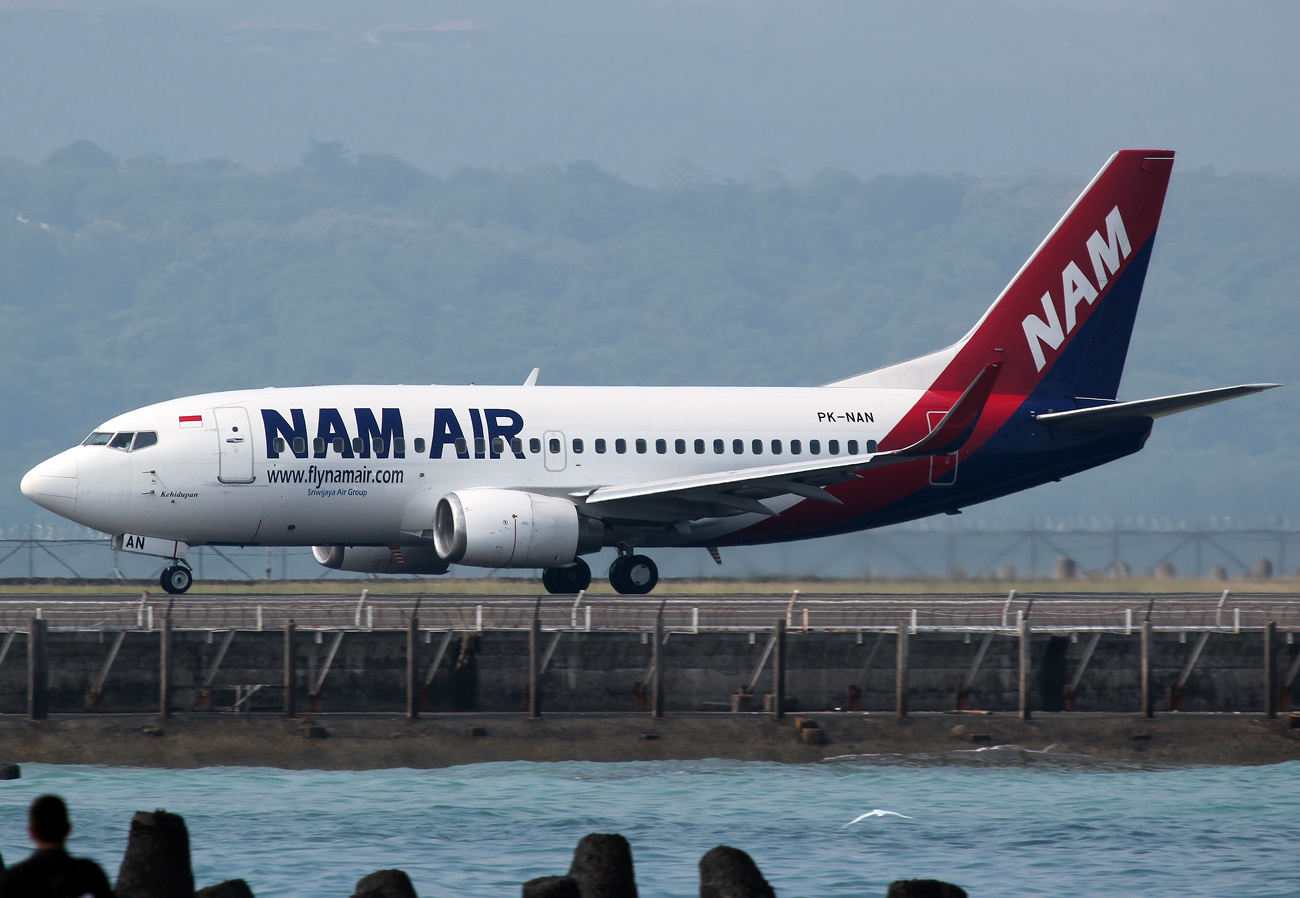
NAMエア737-500

NAMエアの機材は以下の航空機で構成される ・（2017年1月現在）。
| ボーイング 737-500 | 8  | —  | — | 8 | 112 | 120 |       |  |  |
| ATR72-600          | 2  | 10 | — |   | TBA | TBA | [ 2 ] |  |  |
| 計                 | 10 | 10 |   |   |     |     |       |  |  |

## ギャラリー

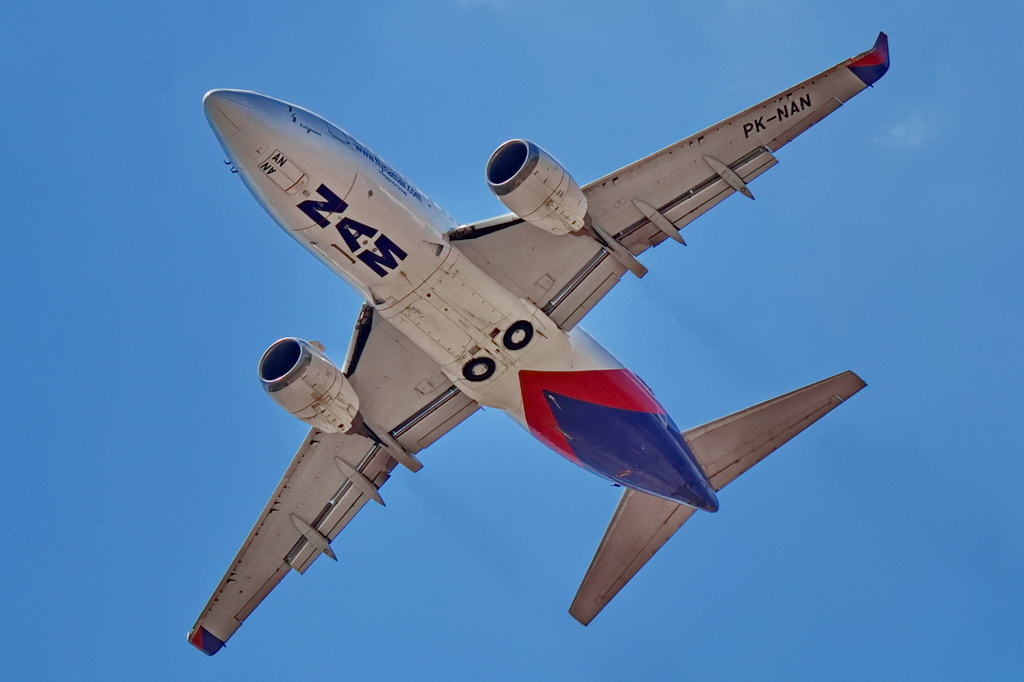
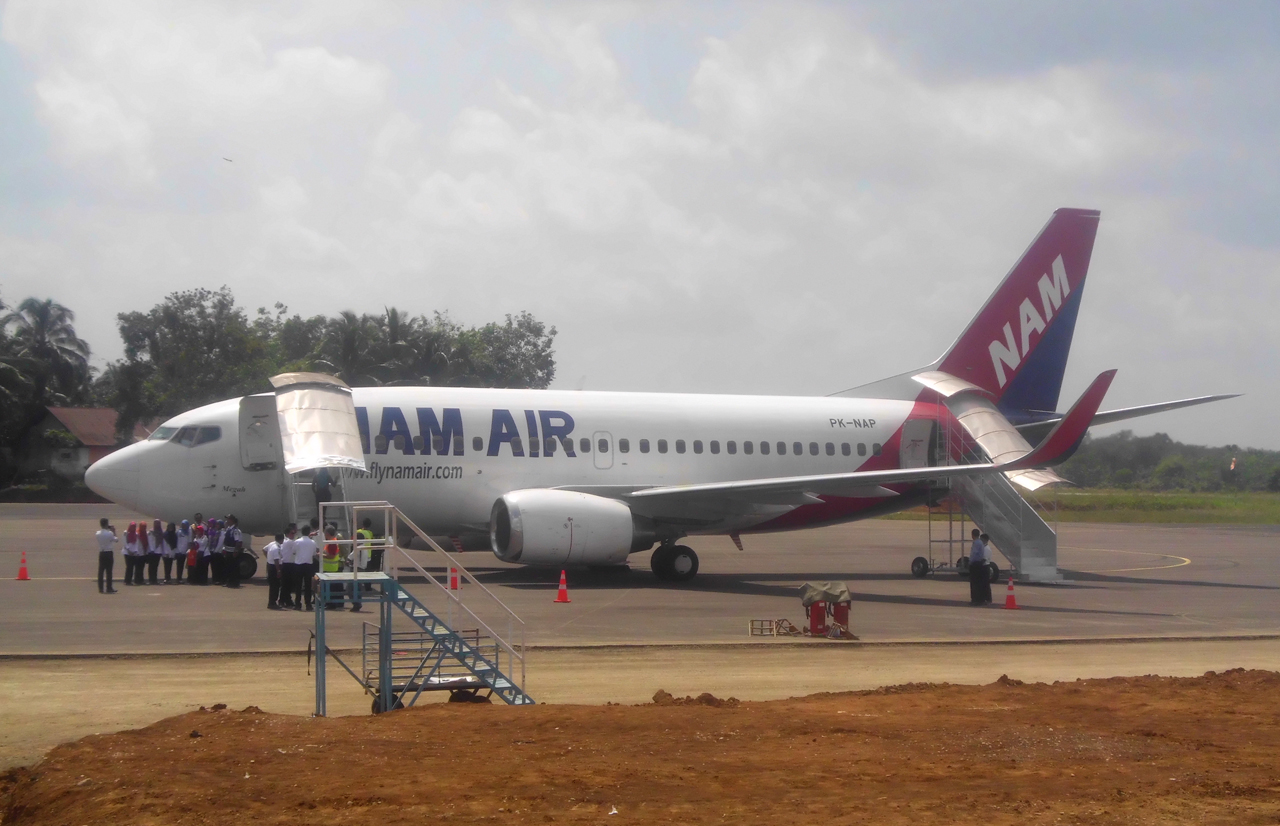
NAM Air Boeing 737-500 at Silampari Airport, Lubuklinggau
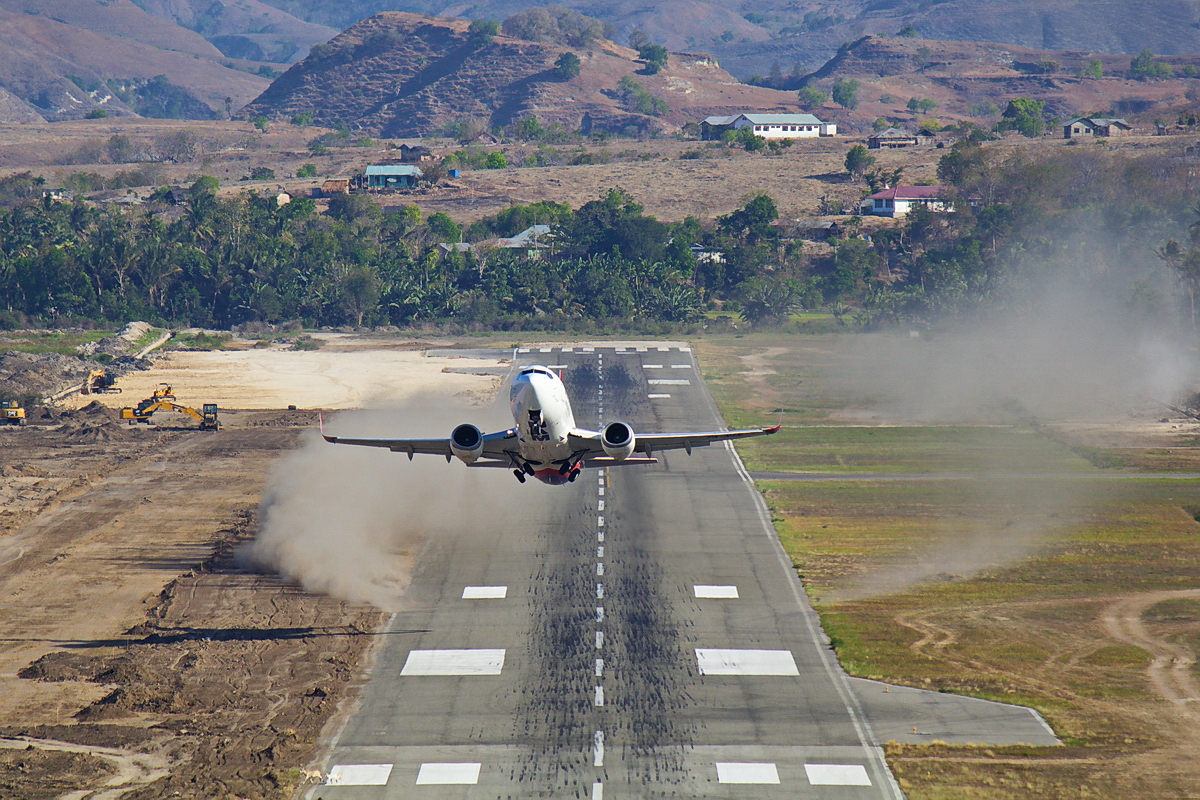
NAMエア  Mau Hau Airportから離陸中のBoeing 737-500, Waingapu
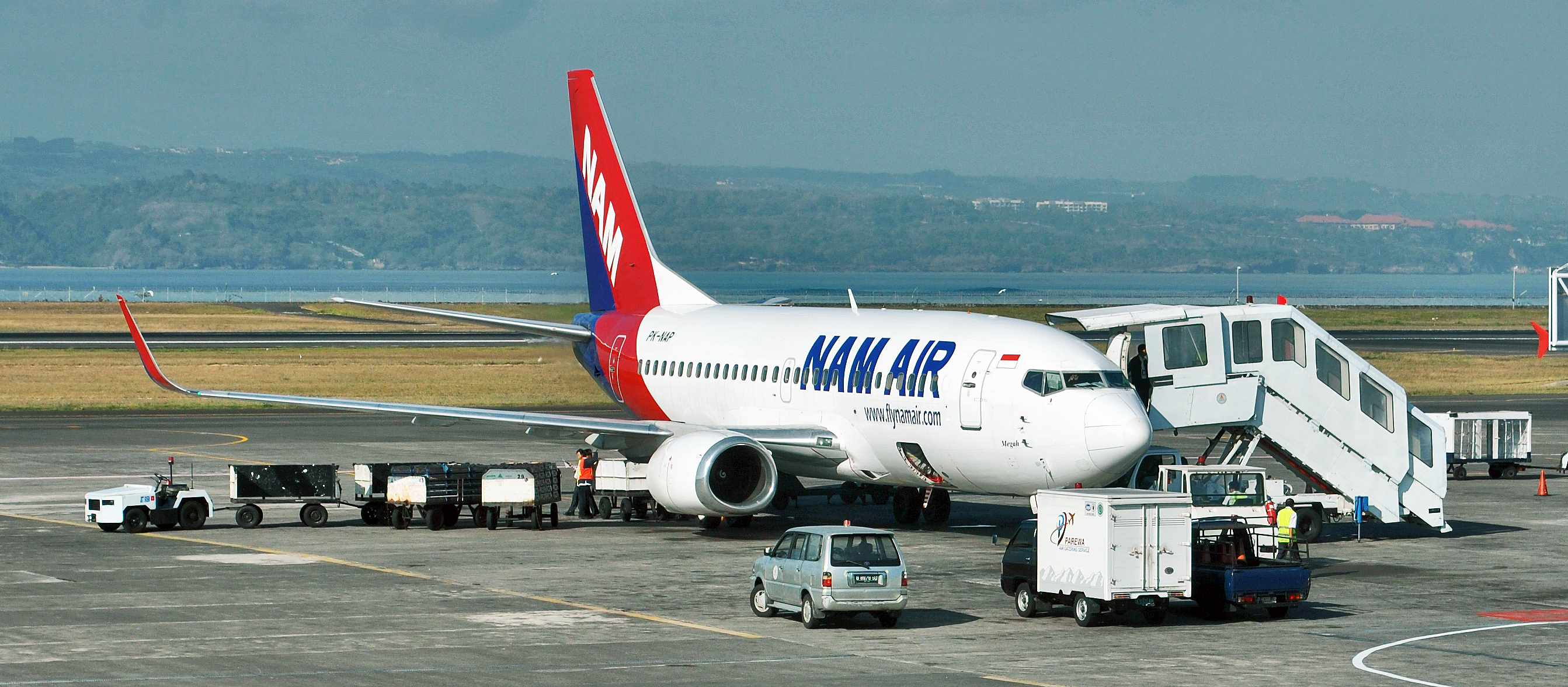
NAMエア ン・グライ国際空港, デンパーサル駐機中のBoeing 737-500.